# سابق برنم
سابق برنم (الملايو: Sabak Bernam) هي واحدة من تسع مناطق في ولاية سلاغور، ماليزيا. انه على الحدود مع كوالا سلاغور إلى الجنوب مع هولو سلاغور إلى الشرق مع ولاية فيرق في الشمال. ويواجه مضيق ملقا في الجانب الغربي.

## أصل الاســم
اتخذ اسم «سابق برنم» من كلمة الملايو "Sahabat Berenam"، والتي تعني «أصحاب ستة» وهم:- 
- تــوان سيد أحــمــد
- تــوان شــريــفــة ايـنـــتــن / مـستورة
- تــوان شــريـفــة روبـية
- تــوان حــاج ســالــم
- داتــوك دالــنــج
- داتــوك مــنــتــري

## المدن

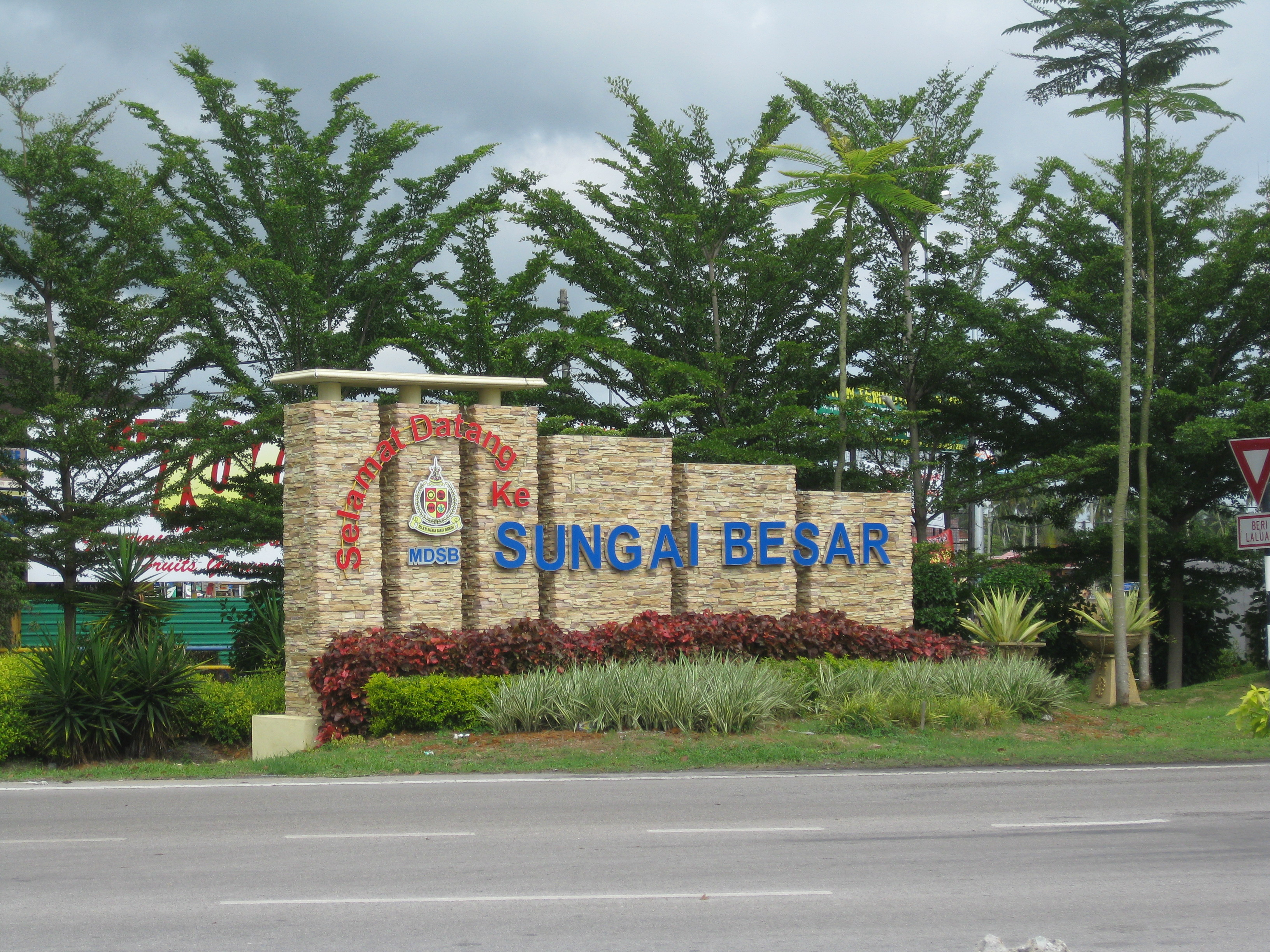
بادرة طيبة إلى ســوغــاي بــســر

- فـکــن سابق
- ســوغــاي بــســر
- سـکــيــنــجــن

## التعليم
- المدرسة الثانوية الدينية الوطنية سـيمفنج لـيما
- المدرسة الثانوية الدينية مـحـمدية، فـکـن سابق
- المدرسة الثانوية الدينية الــعــالـية ســلــطــان عــبــد الــعــزيــز شــاه

## الجاذبية
- بــاجــن نـهــکــودا عــمــر
- متحف سابق برنم
- قرية ســوغــاي حــاج دورانــي